# Хуан Пабло Бжезіцькі
Хуан Пабло Бжезіцькі (ісп. Juan Pablo Brzezicki; нар. 12 квітня 1982) — колишній аргентинський тенісист.
Найвищу одиночну позицію світового рейтингу — 94 місце досяг 4 лютого 2008, парну — 87 місце — 13 червня 2005 року.
Здобув 1 парний титул.
Найвищим досягненням на турнірах Великого шолома було 3 коло в одиночному розряді.
Завершив кар'єру 2012 року.

## Часовий графік результатів
| W | Ф | ПФ | ЧФ | #Р | КТ | К# | DNQ | A | NH |

### Одиночний розряд
| Турніри Великого шлему                 |     |     |     |     |     |     |     |     |     |     |       |     |     |
| Відкритий чемпіонат Австралії з тенісу |     | К2р | К2р |     |     | 1р  |     |     |     | К1р | 0 / 1 | 0–1 | 0%  |
| Відкритий чемпіонат Франції з тенісу   |     | К2р | 1р  | К1р | 3р  |     | К1р | К1р | К1р |     | 0 / 2 | 2–2 | 50% |
| Вімблдонський турнір                   |     | К1р |     |     |     |     | К2р | К2р |     |     | 0 / 0 | 0–0 | –   |
| Відкритий чемпіонат США з тенісу       | К2р |     | К3р |     | К2р |     | 1р  | К1р |     |     | 0 / 1 | 0–1 | 0%  |
| В-П                                    | 0–0 | 0–0 | 0–1 | 0–0 | 2–1 | 0–1 | 0–1 | 0–0 | 0–0 | 0–0 | 0 / 4 | 2–4 | 33% |
| Тур ATP Мастерс 1000                   |     |     |     |     |     |     |     |     |     |     |       |     |     |
| Indian Wells Open                      |     |     | К1р | К1р |     |     |     |     |     |     | 0 / 0 | 0–0 | –   |
| Відкритий чемпіонат Маямі з тенісу     |     |     |     |     |     | К1р |     | К1р |     |     | 0 / 0 | 0–0 | –   |
| В-П                                    | 0–0 | 0–0 | 0–0 | 0–0 | 0–0 | 0–0 | 0–0 | 0–0 | 0–0 | 0–0 | 0 / 0 | 0–0 | –   |

## Фінали турнірів ATP за кар'єру

### Парний розряд: 1 (1 перемога)
| Легенда                                     |
| ------------------------------------------- |
| Турніри Великого шолома (0–0)               |
| Фінали Світового туру ATP (0–0)             |
| Серія Мастерс 1000 Світового Туру ATP (0–0) |
| Серія 500 Світового туру ATP (0–0)          |
| Серія 250 Світового туру ATP (1–0)          |

| Фінали за покриттям |
| ------------------- |
| Тверде (0–0)        |
| Ґрунт (1–0)         |
| Трава (0–0)         |

| Фінали за типом корту |
| --------------------- |
| Відкритий (1–0)       |
| Закритий (0–0)        |

| Результат | В-П | Дата     | Турнір                 | Рівень     | Покриття | Партнер           | Суперники                | Рахунок  |
| --------- | --- | -------- | ---------------------- | ---------- | -------- | ----------------- | ------------------------ | -------- |
| Перемога  | 1–0 | Лип 2007 | Dutch Open, Нідерланди | Інтернешнл | Ґрунт    | Хуан Пабло Гусман | Рогір Вассен Робін Гаасе | 6–2, 6–0 |

## Фінали ATP Челленджер і ITF Ф'ючерс

### Одиночний розряд: 23 (7–16)
| Легенда               |
| --------------------- |
| ATP Челленджер (1–10) |
| ITF Ф'ючерс (6–6)     |

| Фінали за покриттям |
| ------------------- |
| Тверде (2–4)        |
| Ґрунт (5–12)        |
| Трава (0–0)         |
| Килим (0–0)         |

| Результат | В-П  | Дата     | Турнір                                    | Рівень     | Покриття | Суперник                | Рахунок                 |
| --------- | ---- | -------- | ----------------------------------------- | ---------- | -------- | ----------------------- | ----------------------- |
| Поразка   | 0–1  | Тра 2000 | Аргентина F6, Місьйонес (провінція)       | Ф'ючерс    | Ґрунт    | Дієґо Іппердінгер       | 3–6, 1–6                |
| Поразка   | 0–2  | Сер 2000 | Аргентина F8, Кордова (місто, Аргентина)  | Ф'ючерс    | Ґрунт    | Рафаель Серпа-Гінасу    | 5–7, 3–6                |
| Перемога  | 1–2  | Сер 2001 | Аргентина F9, Буенос-Айрес                | Ф'ючерс    | Ґрунт    | Лусіано Вітулло         | 7–6(7–2), 6–4           |
| Перемога  | 2–2  | Вер 2001 | Аргентина F10, Кордова (місто, Аргентина) | Ф'ючерс    | Ґрунт    | Агустін Тарантіно       | 6–2, 6–1                |
| Перемога  | 3–2  | Вер 2001 | Аргентина F11, Буенос-Айрес               | Ф'ючерс    | Ґрунт    | Хуан Пабло Гусман       | 7–5, 7–5                |
| Перемога  | 4–2  | Бер 2002 | Мексика F1, Четумаль                      | Ф'ючерс    | Тверде   | Янко Типсаревич         | 6–3, 6–4                |
| Поразка   | 4–3  | Бер 2002 | Мексика F3, Агуаскальєнтес                | Ф'ючерс    | Ґрунт    | Роналду Карвалю         | 2–6, 6–2, 4–6           |
| Перемога  | 5–3  | Січ 2003 | Сальвадор F1, Сан-Сальвадор               | Ф'ючерс    | Ґрунт    | Рогір Вассен            | 6–3, 6–1                |
| Поразка   | 5–4  | Січ 2003 | Гватемала F1, Гватемала (місто)           | Ф'ючерс    | Тверде   | Бруно Соарес            | 4–6, 3–6                |
| Перемога  | 6–4  | Бер 2003 | Португалія F4, Лісабон                    | Ф'ючерс    | Ґрунт    | Флоріан Маєр (тенісист) | 6–3, 6–2                |
| Поразка   | 6–5  | Лип 2003 | Тольятті, Росія                           | Челленджер | Тверде   | Дуді Села               | 2–6, 4–6                |
| Поразка   | 6–6  | Лют 2004 | Канада F2, Едмонтон                       | Ф'ючерс    | Тверде   | Ражів Рам               | 6–3, 5–7, 1–6           |
| Поразка   | 6–7  | Бер 2004 | Австралія F2, Девонпорт (Тасманія)        | Ф'ючерс    | Тверде   | Рік де Вуст             | 3–6, 6–7(5–7)           |
| Поразка   | 6–8  | Кві 2004 | Канберра, Австралія                       | Челленджер | Ґрунт    | Петер Лучак             | 2–6, 1–6                |
| Поразка   | 6–9  | Сер 2004 | Познань, Польща                           | Челленджер | Ґрунт    | Томаш Зіб               | 7–6(7–4), 6–7(3–7), 3–6 |
| Поразка   | 6–10 | Січ 2007 | Ла-Серена, Чилі                           | Челленджер | Ґрунт    | Маріано Сабалета        | 2–6, 4–6                |
| Перемога  | 7–10 | Бер 2007 | Салінас, Еквадор                          | Челленджер | Тверде   | Маркуш Даніел           | 6–4, 6–4                |
| Поразка   | 7–11 | Бер 2007 | Туніка-Резортс, США                       | Челленджер | Ґрунт    | Пабло Куевас            | 4–6, 6–4, 3–6           |
| Поразка   | 7–12 | Лип 2008 | Оберштауфен, Німеччина                    | Челленджер | Ґрунт    | Лукаш Кубот             | 3–6, 4–6                |
| Поразка   | 7–13 | Чер 2009 | Фюрт, Німеччина                           | Челленджер | Ґрунт    | Петер Лучак             | 2–6, 0–6                |
| Поразка   | 7–14 | Лип 2009 | Ріміні, Італія                            | Челленджер | Ґрунт    | Томас Беллуччі          | 6–3, 3–6, 1–6           |
| Поразка   | 7–15 | Січ 2010 | Букараманга, Колумбія                     | Челленджер | Ґрунт    | Едуардо Шванк           | 4–6, 2–6                |
| Поразка   | 7–16 | Лис 2010 | Буенос-Айрес, Аргентина                   | Челленджер | Ґрунт    | Дієго Хункейра          | 2–6, 1–6                |

### Парний розряд: 36 (21–15)
| Легенда               |
| --------------------- |
| ATP Челленджер (12–9) |
| ITF Ф'ючерс (9–6)     |

| Фінали за покриттям |
| ------------------- |
| Тверде (4–2)        |
| Ґрунт (17–13)       |
| Трава (0–0)         |
| Килим (0–0)         |

| Результат | В-П   | Дата     | Турнір                                    | Рівень     | Покриття | Партнер                    | Суперники                                           | Рахунок                |
| --------- | ----- | -------- | ----------------------------------------- | ---------- | -------- | -------------------------- | --------------------------------------------------- | ---------------------- |
| Поразка   | 0–1   | Тра 2000 | Аргентина F4, Мендоса (Аргентина)         | Ф'ючерс    | Ґрунт    | Мігель Міранда             | Серхіо Ройтман Хуан Пабло Гусман                    | 3–6, 4–6               |
| Перемога  | 1–1   | Лип 2000 | Аргентина F7, Конкордія (Аргентина)       | Ф'ючерс    | Ґрунт    | Крістіан Вільяґран         | Себастьян Декуд Патрісіо Аркес                      | 6–3, 6–1               |
| Перемога  | 2–1   | Жов 2000 | Болівія F3, Санта-Крус-де-ла-Сьєрра       | Ф'ючерс    | Ґрунт    | Крістіан Вільяґран         | Мігель Міранда Хайме Фільйоль мол.                  | 7–5, 6–3               |
| Перемога  | 3–1   | Жов 2000 | Парагвай F1, Асунсьйон                    | Ф'ючерс    | Ґрунт    | Крістіан Вільяґран         | Марсіу Карлссон Рікарду Шлахтер                     | 7–5, 6–3               |
| Поразка   | 3–2   | Сер 2001 | Аргентина F8, Буенос-Айрес                | Ф'ючерс    | Ґрунт    | Крістіан Вільяґран         | Даніель Карассіоло Мартін Вассальйо Аргуельйо       | 2–6, 6–7(2–7)          |
| Перемога  | 4–2   | Вер 2001 | Аргентина F10, Кордова (місто, Аргентина) | Ф'ючерс    | Ґрунт    | Карлос Берлок              | Даніель Карассіоло Андрес Дельяторре                | 4–6, 6–4, 6–2          |
| Поразка   | 4–3   | Бер 2002 | Мексика F3, Агуаскальєнтес                | Ф'ючерс    | Ґрунт    | Ласаро Наварро-Батлес      | Бруно Ечагарай Сантьяго Гонсалес                    | 4–6, 5–7               |
| Поразка   | 4–4   | Чер 2002 | Польща F3, Щецин                          | Ф'ючерс    | Ґрунт    | Сергій Позднєв             | Стіан Боретті Лаурі Кійскі                          | 3–6, 2–6               |
| Перемога  | 5–4   | Вер 2002 | Іспанія F13, Ов'єдо                       | Ф'ючерс    | Ґрунт    | Карлос Берлок              | Антоніо Бальдельйоу-Естева Габрієль Трухільйо Солер | 4–6, 6–1, 6–4          |
| Поразка   | 5–5   | Вер 2002 | Іспанія F15, Барселона                    | Ф'ючерс    | Ґрунт    | Карлос Берлок              | Марк Форнель Местрес Маріано Альберт-Феррандо       | 6–7(5–7), 5–7          |
| Перемога  | 6–5   | Січ 2003 | Сальвадор F2, Ла-Лібертад (Сальвадор)     | Ф'ючерс    | Тверде   | Бруно Соарес               | Карлос Саламанка Алехандро Фалья                    | 4–6, 6–4, 7–6(7–3)     |
| Перемога  | 7–5   | Бер 2003 | Португалія F4, Лісабон                    | Ф'ючерс    | Ґрунт    | Дієго Хункейра             | Едуарду Борер Хуан-Феліпе Яньєс                     | 6–3, 2–6, 6–1          |
| Перемога  | 8–5   | Кві 2003 | Мексика F1, Наукальпан-де-Хуарес          | Ф'ючерс    | Тверде   | Карлос Берлок              | Естебан Карріль Андрес Дельяторре                   | без гри                |
| Перемога  | 9–5   | Бер 2004 | Австралія F1, Берні (Тасманія)            | Ф'ючерс    | Тверде   | Луїс Восло                 | Петер Лучак Джеймон Крабб                           | 3–6, 6–1, 16–14        |
| Поразка   | 9–6   | Бер 2004 | Австралія F2, Девонпорт (Тасманія)        | Ф'ючерс    | Тверде   | Луїс Восло                 | Натан Гілі Роберт Смітс                             | 4–6, 6–7(5–7)          |
| Поразка   | 9–7   | Лип 2004 | Схевенінген, Нідерланди                   | Челленджер | Ґрунт    | Енцо Артоні                | Паул Лоґтенс Рамон Слюйтер                          | 2–6, 5–7               |
| Поразка   | 9–8   | Вер 2004 | Брашов, Румунія                           | Челленджер | Ґрунт    | Хуан Пабло Гусман          | Сальвадор Наварро-Гутьєррес Рубен Рамірес Ідальго   | 3–6, 2–6               |
| Перемога  | 10–8  | Вер 2004 | Будапешт, Угорщина                        | Челленджер | Ґрунт    | Маріано Дельфіно           | Хуан Пабло Гусман Ignacio Gonzalez-King             | 2–6, 6–3, 6–2          |
| Перемога  | 11–8  | Жов 2004 | Дубровник, Хорватія                       | Челленджер | Ґрунт    | Мартін Вассальйо Аргуельйо | Леонардо Аццаро Юрій Щукін                          | 6–1, 6–2               |
| Перемога  | 12–8  | Жов 2004 | Салінас, Еквадор                          | Челленджер | Тверде   | Крістіан Вільяґран         | Хуан Пабло Гусман Серхіо Ройтман                    | 6–2, 6–4               |
| Поразка   | 12–9  | Бер 2005 | Сан-Луїс-Потосі, Мексика                  | Челленджер | Ґрунт    | Хуан Пабло Гусман          | Лукаш Кубот Олівер Марах                            | 1–6, 6–3, 3–6          |
| Поразка   | 12–10 | Тра 2005 | Туніка-Резортс, США                       | Челленджер | Ґрунт    | Хуан Пабло Гусман          | Майкл Расселл Душан Вемич                           | 6–7(4–7), 3–6          |
| Перемога  | 13–10 | Чер 2005 | Сассуоло, Італія                          | Челленджер | Ґрунт    | Крістіан Вільяґран         | Пауль Капдевіль Сімоне Ваньйоцці                    | 7–6(7–5), 6–2          |
| Перемога  | 14–10 | Чер 2005 | Лугано, Швейцарія                         | Челленджер | Ґрунт    | Енцо Артоні                | Маріуш Фирстенберг Роберт Ліндстедт                 | 4–6, 6–2, 6–2          |
| Перемога  | 15–10 | Лют 2006 | Флоріанополіс, Бразилія                   | Челленджер | Ґрунт    | Крістіан Вільяґран         | Джанлука Назо Мірко Пегар                           | 7–6(7–3), 6–2          |
| Перемога  | 16–10 | Лип 2006 | Ріміні, Італія                            | Челленджер | Ґрунт    | Крістіан Вільяґран         | Васіліс Мазаракіс Габр'єл Морару                    | 6–2, 5–7, [10–6]       |
| Перемога  | 17–10 | Лис 2006 | Гуаякіль, Еквадор                         | Челленджер | Ґрунт    | Леонардо Маєр              | Марсель Фельдер Фернандо Вісенте                    | 1–6, 7–5, [14–12]      |
| Перемога  | 18–10 | Тра 2007 | Нейплс, США                               | Челленджер | Ґрунт    | Леонардо Маєр              | Пабло Куевас Орасіо Себальйос                       | 6–1, 6–7(4–7), [10–8]  |
| Поразка   | 18–11 | Вер 2007 | Щецин, Польща                             | Челленджер | Ґрунт    | Хуан Пабло Гусман          | Томас Беренд Крістофер Кас                          | 0–6, 7–5, [8–10]       |
| Перемога  | 19–11 | Вер 2008 | Любляна, Словенія                         | Челленджер | Ґрунт    | Маріано Худ                | Раміз Джунейд Філіпп Маркс                          | 7–5, 7–6(7–4)          |
| Поразка   | 19–12 | Січ 2009 | Салінас, Еквадор                          | Челленджер | Тверде   | Іван Міранда               | Сончат Ратіватана Санчай Ратіватана                 | 3–6, 6–7(5–7)          |
| Перемога  | 20–12 | Бер 2009 | Кальтаніссетта, Італія                    | Челленджер | Ґрунт    | Давід Марреро              | Сімоне Ваньйоцці Даніеле Браччалі                   | 7–6(7–5), 6–3          |
| Перемога  | 21–12 | Жов 2009 | Монтевідео, Уругвай                       | Челленджер | Ґрунт    | Давід Марреро              | Мартін Куевас Пабло Куевас                          | 6–4, 6–4               |
| Поразка   | 21–13 | Жов 2009 | Сантьяго, Чилі                            | Челленджер | Ґрунт    | Давід Марреро              | Дієґо Крістін Едуардо Шванк                         | 4–6, 5–7               |
| Поразка   | 21–14 | Кві 2010 | Рим, Італія                               | Челленджер | Ґрунт    | Рубен Рамірес Ідальго      | Маріо Анчич Іван Додіг                              | 6–4, 6–7(8–10), [4–10] |
| Поразка   | 21–15 | Лип 2010 | Ріміні, Італія                            | Челленджер | Ґрунт    | Александер Пея             | Джуліо Ді Мео Адріан Унгур                          | 6–7(68), 6–3, [7–10]   |